# 陈梓健
陈梓健（2000年1月5日—），中国江苏省无锡市人，围棋职业七段棋手。他5岁学棋，2012年入段，2018年1月升为六段，同年10月升为七段。他进入2017年第22届三星杯32强，同年第3届梦百合杯8强，2018年第3届洛阳龙门杯中国围棋棋圣战8强。他于2014年至2017年代表山东景芝酒业队参加围甲联赛。

## 国内比赛成绩
2018年第3届洛阳龙门杯中国围棋棋圣战预选赛甲组战胜李康晋级入围赛，入围赛中战胜张强进入资格赛。资格赛中连胜张涛、彭立尧、陶欣然，成为唯一一名从预选赛杀入本赛的棋手。本赛首轮战胜江维杰进入8强，后负于檀啸。

## 国际比赛成绩
| 赛事     | 2016 | 2017 | 2018 |
| -------- | ---- | ---- | ---- |
| 应氏杯   | ×    | -    | -    |
| 三星杯   | ×    | 32强 | 32强 |
| LG杯     | ×    | ×    | ×    |
| 春兰杯   | ×    | -    | ×    |
| 百灵杯   | ×    | -    | ×    |
| 梦百合杯 | -    | 8强  | -    |
| 新奥杯   | 64强 | -    | -    |
| 天府杯   | -    | -    | ×    |
| 亚洲杯   | ×    | ×    | ×    |
| 农心杯   | ×    | ×    | ×    |

- 注1：某些赛事的比赛时间，由本赛开始至完结，可跨年进行。默认情况下按照本赛开始日期的年份计算
- 注2：浅绿背景指赛事在现时所有比赛日程未完结或仍在进行中
- 注3：× 代表未打进淘汰赛或未参加；- 代表当年并没有举办
- 注4：农心杯的为当年个人对赛记录（胜:负）
- 注5：斜体字意味着进入本赛后未赢一场